# ConFusione
ConFusione - 9 canzoni disidratate da Franco Battiato è un album in studio del gruppo musicale italiano Per Grazia Ricevuta, pubblicata nel 2010. L'album contiene canzoni dei PGR arrangiate e prodotte da Franco Battiato.

## Descrizione
Il cantautore catanese ha dato una veste nuova alle canzoni del gruppo, ormai sciolto, concentrandosi sulla base percussiva. Il disco è uscito per la Universal in formato CD, in due diverse edizioni nello stesso 2010.

## Tracce
1. Cronaca montana – 3:55
2. Cavalli e cavalle – 3:52
3. Ah! Le monde – 4:09
4. Montesole – 4:13
5. Cronaca del 2009 (5769) – 3:27
6. I miei nonni – 5:42
7. Come bambino – 4:23
8. Cronaca di guerra II – 3:55
9. Orfani e vedove – 3:30

Durata totale: 37:06

## Formazione
Gruppo
- Giovanni Lindo Ferretti - voce
- Ginevra Di Marco - voce
- Giorgio Canali - chitarre, voce
- Francesco Magnelli - tastiere
- Gianni Maroccolo - basso, electronics
- Carlo Guaitoli - tastiere
- Cristiano Della Monica - basso (tracce 2 e 6), percussioni (traccia 9), cori
- Pino Gulli - batteria (tracce 2 e 6)

Produzione
- Franco Battiato - produzione discografica, arrangiamenti
- Pino Pischetola - programmazione, missaggio
- Claudio Giussani - masterizzazione
- Pat Simonini - missaggio
- Carlo Guaitoli - tastiere